# مسجد جامع بیدخت
مسجد جامع بیدخت مربوط به دوره زند است و در بیدخت، شمال شرق شهر واقع شده و این اثر در تاریخ ۱۰ خرداد ۱۳۸۲ با شمارهٔ ثبت ۸۹۵۹ به‌عنوان یکی از آثار ملی ایران به ثبت رسیده‌است.